# Pseudarmadillo cristatus
Pseudarmadillo cristatus is een pissebed uit de familie Delatorreidae. De wetenschappelijke naam van de soort is voor het eerst geldig gepubliceerd in 1984 door Helmut Schmalfuss.